# 达尼埃尔·齐特卡
达尼埃尔·齐特卡（捷克語：Daniel Zítka，1975年6月20日—），捷克足球运动员，现效力於比利时足球甲级联赛安德莱赫特足球俱乐部。

## 外部連結
- Goalkeeper Academy Daniel Zitka （页面存档备份，存于）